# Saman (baile)

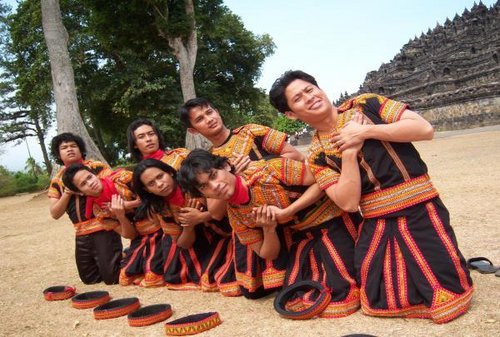
Baile Saman

Saman (o la danza de mil manos) es uno de los bailes más populares en Indonesia. Su origen reposa en el grupo étnico Gayo de Gayo Lues, en la provincia de Aceh, Sumatra, y se realiza normalmente para celebrar ocasiones importantes. La danza se caracteriza por su ritmo trepidante y la armonía común entre los bailarines. Estos dos elementos son figuras clave del Saman, y se encuentran entre las razones por las que el Saman es ampliamente conocido y practicado en Indonesia, además de ser relativamente fácil de aprender.
El 24 de noviembre de 2011, la UNESCO reconoció oficialmente la danza tradicional Saman de Aceh como una Obra Maestra del Patrimonio Oral e Intangible de la Humanidad, que necesita protección urgente de la UNESCO.
La Asociación de Turismo de la ANSA (ASEANTA por sus siglas en inglés) nombró la danza Saman como el mejor esfuerzo de preservación cultural de la ANSA en la vigésimo quinta edición de los Premios ASEANTA a la Excelencia 2012.